# Edmund Heines

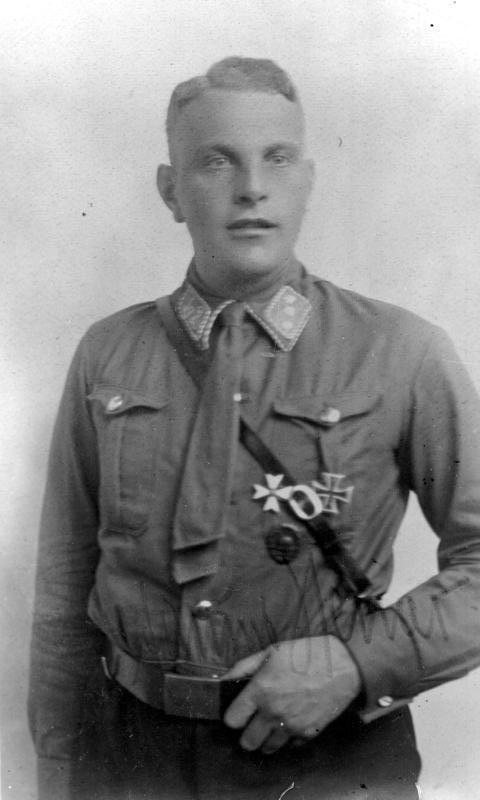
Edmund Heines in SA-Uniform (1922)

Edmund Heines (* 21. Juli 1897 in München; † 30. Juni 1934 in München-Stadelheim) war ein deutscher Politiker (NSDAP) und SA-Führer. Er wurde während des sogenannten Röhm-Putsches von der Leibstandarte SS Adolf Hitler erschossen.

## Leben und Wirken
Heines wurde als außerehelicher Sohn der Dienstmagd Helene Martha Heines (1872–1944) geboren. Sein Vater war der aus einer Hamburger Kaufmannsfamilie stammende Oberleutnant Edmund von Parish (1862–1916), in dessen Dienst die Mutter als Kindermädchen stand. Der Großvater mütterlicherseits war Johann Baptist Heines, ein Mechaniker aus Esslingen. Heines jüngerer Bruder war der spätere NSDAP-Aktivist Oskar Heines (1903–1934), der, wie auch die Schwester Martha, ebenfalls aus der außerehelichen Verbindung der Mutter mit von Parish stammte. Heines Halbschwester war die Kostümbildnerin Hermine von Parish (1907–1998). 
Von 1907 bis 1911 besuchte Heines das Wittelsbacher-Gymnasium, dann von 1911 bis 1915 das Realgymnasium. Im Ersten Weltkrieg trat Heines Anfang 1915 freiwillig in die Bayerische Armee ein und diente bei der Feldartillerie an der Westfront. Im Herbst 1915 wurde er schwer am Kopf verwundet. Er erhielt mehrere Auszeichnungen und wurde 1918 zum Leutnant der Reserve befördert.

### Freikorps und Kapp-Putsch
Nach Kriegsende schloss sich Heines dem Freikorps Roßbach an und war mit diesem 1919 an Kämpfen im Baltikum und dann anschließend im März 1920 am Kapp-Putsch beteiligt. Zwei Monate zuvor hatte Gerhard Roßbach den Berliner Tiergarten-Club übernommen, in dem Heines die Rolle des Geschäftsführers übernahm. Während des Putsches wurde der Club zum befestigten Hauptquartier der Roßbach-Truppe umfunktioniert. Nach dem Scheitern des Putsches tauchten die Angehörigen des Freikorps insbesondere in Mecklenburg und Pommern unter. Heines übernahm die Aufsicht über Mitglieder, die auf drei Gütern im Kreis Greifenhagen in Pommern untergebracht waren. Im Juli 1920 war Heines an dem Fememord an Willi Schmidt beteiligt. Schmidt, ein 20-jähriger Landarbeiter, wollte angeblich Waffenverstecke des getarnt untergebrachten Freikorps verraten.

### Eintritt in die NSDAP und SA
Heines flüchtete nach München und übernahm dort 1922 die Führung der Ortsgruppe des Freikorps Roßbach. Im Dezember 1922 trat die gesamte Ortsgruppe zur SA über; Heines übernahm die Führung des Zweiten Bataillons im Münchner SA-Regiment und wurde zudem Mitglied der NSDAP. Wegen seiner Teilnahme am Putschversuch Hitlers im November 1923 wurde Heines 1924 zu 15 Monaten Festungshaft verurteilt. Zusammen mit Hitler in Landsberg inhaftiert, wurde Heines im September 1924 vorzeitig entlassen. Zu diesem Zeitpunkt waren SA und NSDAP verboten; Heines übernahm die Führung des Zweiten Bataillons des Münchner Frontbann-Regiments, einer Ersatzorganisation der SA.
Nach der Wiederzulassung der NSDAP 1925 trat Heines der Partei (Mitgliedsnummer 78) ebenso wie der SA erneut bei. In der SA hatte er 1926 den Rang eines Standartenführers (Oberst) erreicht und trat für die NSDAP als Reichsredner auf. Von 1925 bis August 1926 war Heines Bundesleiter des Wehrjugendverbandes Schill (Schilljugend) und leitete den angeschlossenen Sportversand Schill. Die Schilljugend fungierte als Jugendorganisation der NSDAP, seitdem Hitler Heines am 6. Mai 1925 die Zuständigkeit für die Jugendangelegenheiten der Partei übertragen hatte. Am 31. Mai 1927 wurde Heines als Anführer einer Rebellion der Münchner SA aus der NSDAP und der SA ausgeschlossen. Aus Sicht der Münchner SA war die Partei zu gemäßigt und zu bürokratisch. Nach Meinung des sozialdemokratischen Vorwärts war Heines „eine der übelsten Erscheinungen in der Münchener Hitlerzeit“.

### Stettiner Fememordprozess
Der Mord an Willi Schmidt wurde 1927 durch einen Erpressungsversuch bekannt. Heines wurde daraufhin am 22. Januar 1928 in Schongau verhaftet und nach Stettin verbracht. Verteidigt von Rüdiger von der Goltz, war Heines der Hauptangeklagte im Stettiner Fememordprozess im April und Mai 1928. Nach einem Bericht der Vossischen Zeitung vom Prozessbeginn zeigte die Anklagebank

„das nun schon typische Bild derartiger Prozesse. Ein Häuflein junger Leute mit dem stieren Blick unselbständig denkender Menschen und ein oder zwei intelligente Führer. Das ist diesmal Leutnant a. D. stud. jur. Heines, ein kaum Erwachsener trotz seiner dreißig Jahre, dessen Leben sich zwischen Schulbank, Krieg und Kriegsspiel abgerollt hat, der noch bis zu seiner Verhaftung mit einer Singspielschar nach Jungenart durch das Land zog und sich selbst mit traurigem Stolz den ‚Typ des deutschen Landsknechts der Jetztzeit‘ nennt.“

Heines’ Aussagen und die seiner Mitangeklagten waren widersprüchlich; nach Heines’ Angaben war Schmidt bei einem Fluchtversuch erschossen worden. Die Anklage forderte wegen Mordes die Todesstrafe für Heines; das Urteil des Stettiner Gerichts lautete auf 15 Jahre Zuchthaus wegen Totschlags. Heines habe durchaus einen Mordplan gehabt, es sei jedoch nicht ausgeschlossen, dass ihm Zweifel gekommen seien und er Schmidt im Affekt erschossen habe, so die Urteilsbegründung. Heines’ Verurteilung fiel in die Zeit einer Kampagne für die Freilassung der Fememörder; so verwies der NSDAP-Abgeordnete Wilhelm Frick am 15. Juni 1928 in einer Reichstagsrede auf Heines und nannte die Fememordprozesse den „Ausfluß eines infernalischen jüdischen Hasses gegen den Frontgeist, gegen den Geist des nationalen Widerstandes“.
Wegen eines Verfahrensfehlers wurde der Prozess gegen Heines im Februar und März 1929 neu aufgerollt. Verteidigt von Friedrich Grimm, wurde Heines nun zu fünf Jahren Zuchthaus verurteilt. In der Urteilsbegründung hieß es, Heines sei „von der vaterländischen Wichtigkeit seiner Aufgabe durchdrungen“ gewesen, gegen den drohenden Verrat von Waffenlagern habe es nur das unzureichende Mittel der Umlagerung gegeben; zudem seien Ruhe und Sicherheit im Kreis Greifenhagen stark gefährdet gewesen. Am 14. Mai 1929 wurde Heines auf Beschluss des Stettiner Gerichts gegen eine Kaution von 5000 Reichsmark aus der Haft entlassen.

### Aufstieg in der NSDAP und SA
In Freiheit trat Heines – angekündigt als „Femerichter“ – bei Veranstaltungen für die sogenannten Femegefangenen auf. So trat er etwa am 28. August 1929 als Redner mit dem Thema „Fünf Jahre Fememordhetze und kein Ende“ in Neustadt an der Aisch auf und rechtfertigte dort vor 400 Zuhörern die Tätigkeit der Femebewegung. Wegen seiner Vorstrafe weigerte sich die Universität München zunächst, Heines als Jurastudenten aufzunehmen. Das Berliner Tageblatt nannte es „löblich“, „daß sich Herr Heines über die Elementarbegriffe des Rechts informieren will“, hielt die Münchner Universität jedoch nicht für den geeigneten Ort.
Noch 1929 wieder in NSDAP und SA aufgenommen, führte Heines die SA-Standarte München-Land, war 1930 NSDAP-Ortsgruppenleiter in München-Haidhausen und zudem Adjutant des Gauleiters Adolf Wagner. Bei der Wahl im September 1930 kandidierte er auf dem Reichswahlvorschlag der NSDAP und erhielt ein Mandat im Reichstag. Am 12. Mai 1932 war Heines an einem tätlichen Angriff auf den Journalisten Helmuth Klotz im Restaurant des Reichstages beteiligt. Klotz war von der NSDAP zur SPD übergetreten und hatte im März 1932 Briefe Ernst Röhms veröffentlicht, die dessen Homosexualität thematisierten. Heines wurde zusammen mit drei weiteren NSDAP-Abgeordneten für 30 Tage aus dem Parlament ausgeschlossen; die Sitzung musste abgebrochen werden, da sich die Ausgeschlossenen weigerten, das Plenum zu verlassen. Das Sitzungsprotokoll verzeichnet bei der Nennung von Heines’ Namen „erregte Zurufe links: Der Fememörder!“. Am 14. Mai wurde Heines wie auch die NSDAP-Abgeordneten Wilhelm Stegmann und Fritz Weitzel vom Schnellschöffengericht Berlin-Mitte zu drei Monaten Gefängnis wegen gemeinschaftlicher Körperverletzung und tätlicher Beleidigung verurteilt.
Weitere Funktionen innerhalb der SA und NSDAP übte Heines nur kurzzeitig aus. So war er vorübergehend stellvertretender Gauleiter des Gaues Oberpfalz, fungierte als Referent für das Nachrichtenwesen und für die Presse bei der Obersten SA-Führung (OSAF) und führte im April und Mai 1931 während der Niederschlagung der Stennes-Revolte SA-Einheiten in Berlin. Im Mai 1931 zum Stellvertreter des SA-Stabschefs Ernst Röhm ernannt, wechselte Heines zum 31. Juli 1931 nach Schlesien und übernahm die Führung der dortigen SA-Gruppe.

### Zeit des Nationalsozialismus und Tod

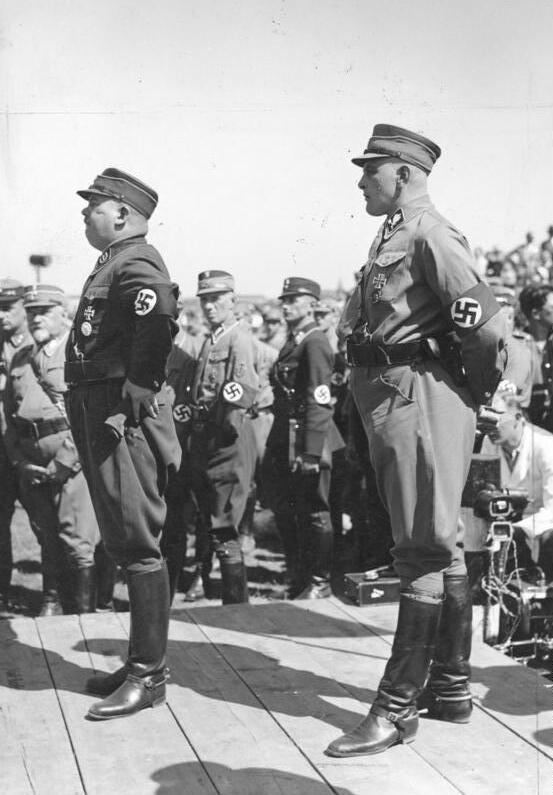
Edmund Heines (rechts) und Ernst Röhm während einer Veranstaltung im Jahre 1933

Nach der nationalsozialistischen „Machtergreifung“ im Frühjahr 1933 wurde Heines zunächst zum Stellvertreter des schlesischen Gauleiters Helmuth Brückner ernannt. Am 11. Juli 1933 bekam er den Ehrenrang eines Preußischen Staatsrates verliehen. In der SA wurde Heines zu dieser Zeit von Röhm zum Obergruppenführer (General) befördert und mit der Führung der SA-Obergruppe VIII (Schlesien) beauftragt.
Heines war in seiner Funktion als Polizeipräsident von Breslau, die er seit dem 26. März 1933 ausübte, maßgeblich verantwortlich für die Errichtung des Konzentrationslagers Dürrgoy, das auch als Heines’ „Privatlager“ bezeichnet wurde. Unter den Gefangenen in Dürrgoy war auch der vormalige sozialdemokratische Reichstagspräsident Paul Löbe (1875–1967), der im August 1933 ohne Kenntnis der Berliner Gestapo von einem Kommando der Breslauer SA entführt worden war. Als Motiv für die Entführung gelten „persönliche Rachegelüste“ Heines’, der von Löbe 1932 nach den Tätlichkeiten im Reichstag aus dem Parlament ausgeschlossen worden war.
Am 30. Juni 1934 wurde Heines im Zuge der Röhm-Affäre verhaftet und erschossen. Heines hatte sich zu einer von Hitler für den 30. Juni anberaumten SA-Führertagung im bayerischen Kurort Bad Wiessee eingefunden, wo er wie Röhm in der Pension Hanselbauer abstieg. Die Einladung erwies sich jedoch als Teil einer Finte, um die SA-Führer politisch unschädlich zu machen: Die erwartete Besprechung kam nicht zustande, stattdessen erschien in den frühen Morgenstunden des 30. Juni ein Rollkommando unter der Führung von Hitler in Bad Wiessee, das Heines und Röhm und ihre Begleiter im Schlaf überraschte und unter dem Vorwurf, einen Staatsstreich gegen Hitler geplant zu haben, verhaftete. Der Umstand, dass Heines bei der Erstürmung der Pension Hanselbauer im selben Bett mit einem anderen Mann – der später als sein Fahrer Erich Schiewek identifiziert werden konnte – angetroffen wurde, wurde im Rahmen der propagandistischen Rechtfertigung des Vorgehens gegen die SA-Führer genutzt, indem man ihn der Öffentlichkeit gegenüber als Beleg präsentierte, dass Hitler „krankhafte Elemente“ und „Perverse“ beseitigt habe.
Die Gefangenen wurden ins Gefängnis Stadelheim gebracht. Heines war neben Hans Hayn, Hans Peter von Heydebreck, Wilhelm Schmid, August Schneidhuber und Hans Erwin von Spreti-Weilbach einer von sechs Stadelheim-Häftlingen, die noch am selben Tag von Hitlers Leibstandarte unter Sepp Dietrich erschossen wurden. Heines’ jüngerer Bruder Oskar Heines, ebenfalls SA-Mann, wurde zwei Tage später unter den gleichen Anschuldigungen erschossen.

## Persönlichkeit
Heines war einer der meistgefürchteten und -gehassten Männer der nationalsozialistischen Führungsriege. In der Bevölkerung war er aufgrund seiner Brutalität, Skrupellosigkeit und seines Sadismus berüchtigt. Die Charakterurteile über ihn fallen in ihrer überwältigenden Mehrheit vernichtend aus. Ein Gericht, das Heines in den 1920er Jahren wegen einer Gewalttat zu einer dreimonatigen Haftstrafe verurteilte, hielt ihm bei der Urteilsverkündung vor, ein zu Rohheitsdelikten und asozialer Einstellung neigender Mensch zu sein. Der Hitler-Biograf Konrad Heiden sah in Heines ein „Scheusal“, Fritz Stern, der seine Kindheit in „Heines’ Breslau“ verbrachte, erinnerte sich an den Polizeichef als einen „verabscheuungswürdigen Mann“, und der britische Journalist Sefton Delmer berichtete, dass ihn schon bei seiner ersten Begegnung mit Heines das Gefühl beschlichen habe, einem „Killer“ gegenüberzustehen. Der Brite Stephen Henry Roberts schrieb wiederum: „Für Edmund Heines gibt es eine Erklärung. Mörder, Schmarotzer, Sadist und Homosexueller – nie gab es einen perverseren Burschen.“ Für den Karikaturisten Emery Kelen war Heines schlicht einer „jener falschkonstruierten Halbmenschen, die eine gute Welt zerstörten“.
Delmer zufolge soll Heines vor 1933 als „oberster Vollstrecker der geheimen Mordabteilung der schwarzen Reichswehr“ mindestens achtzehn Menschen getötet haben. Das Regime, das Heines als SA-Oberführer von Schlesien und Polizeipräsident von Breslau in der Zeit vom Frühjahr 1933 bis zum Sommer 1934 führte, galt selbst gemessen an der mit der nationalsozialistischen „Machtergreifung“ allgemein einsetzenden Willkür und Rechtlosigkeit als äußerst grausam und brutal. Das kommunistische Weißbuch über die Erschießungen vom 30. Juni 1934 verpasste ihm in diesem Sinne den Spitznamen „der blutige Herr von Breslau“. Stern erinnerte sich noch Jahrzehnte später, dass man Heines’ Tod in Breslau als Erlösung empfunden habe: „Wir freuten uns über seinen Tod“. Obwohl er in der Öffentlichkeit als Mörder und Rabauke verschrien war, versuchte Heines, der seinen Opfern bevorzugt ins Gesicht geschossen haben soll, öffentlich Kapital aus seinen Taten zu schlagen. Im Reichstagswahlkampf 1932 ließ er beispielsweise Werbeplakate für seine Wahlreden mit dem Hinweis bedrucken „Der Fememörder Heines wird sprechen“.
Während Hitler eine persönliche Abneigung gegen Heines gehegt zu haben scheint, sah Ernst Röhm ihn als einen seiner engsten persönlichen Freunde an, dem er in unerschütterlicher Treue verbunden war. Auch in den Tagebüchern von Goebbels klingt immer wieder eine gewisse Sympathie für Heines durch.
Heines’ Verteidiger Friedrich Grimm hatte am 16. Mai 1933 den damaligen Staatssekretär Roland Freisler aufgefordert, Heines und andere ehemalige Fememörder für ihre Taten zu entschädigen, nachdem Freisler diese öffentlich zu „Helden der Nation“ erklärt hatte. Im Nachlass Grimms ist folgende Charakterisierung Heines’ enthalten:

„Heines […] hatte den Anschluss an das bürgerliche Leben verpasst […], ein unausgeglichener Mensch, voll Sturm und Drang, ein Kindskopf […]. Er war eine ausgesprochene Landsknechtnatur, für das normale Leben verdorben. Sein Hass gegen die politischen Gegner kannte keine Grenzen.“

Sehr häufig wurde von den Zeitgenossen und der Nachwelt auch das äußere Erscheinungsbild von Heines kommentiert. Heines war ungewöhnlich groß und kräftig gebaut. Kaum ein Zeugnis versäumt es, seine imposante Statur hervorzuheben, die meist mit Worten wie gewaltig oder hünenhaft versehen wird. Delmer fiel Heines bereits bei ihrem ersten Zusammentreffen als Mann mit „niedriger Stirn, hellem Kraushaar, knallblauen Augen und vollen kirschroten Lippen“ auf. Der Historiker William Shirer fasste diese kontrastiven Merkmale zu dem Profil zusammen, Heines sei ein Mann mit dem „zarten Gesicht eines Mädchens und dem Körper eines Möbelpackers“. Die Reichstagsabgeordnete der SPD Toni Sender attestierte Heines die „verhärteten, rauhen Züge eines Killers“.

## Homosexualität
Außer wegen seiner Brutalität und Grausamkeit geriet Heines auch aufgrund seiner Homosexualität in die Schlagzeilen. Die sozialdemokratische Zeitung Münchener Post berichtete im April 1931 unter der Schlagzeile „Stammtisch 175“ über Röhm und seinen homosexuellen Freundeskreis in der SA und nannte dabei auch Heines’ Namen. Heinrich Himmler beauftragte als Reichsführer SS im Juli 1933 einen Spitzel, Erkundungen „über die als katastrophal geschilderten Ausschreitungen“ von Heines, dessen Adjutanten Hans Schmidt sowie die sexuelle Orientierung des schlesischen Gauleiters Helmuth Brückner einzuholen. Die von Himmler gesammelten Informationen trugen mit zu den Exekutionslisten bei, anhand derer beim „Röhm-Putsch“ vorgegangen wurde.
Für besonderes Aufsehen sorgte die nach den „Röhm-Morden“ von der Reichspressestelle der NSDAP verbreitete Meldung, dass das Verhaftungskommando, das Heines am 30. Juni festsetzte, ihn in seinem Zimmer in der Pension Hanselbauer gemeinsam mit einem „Lustknaben“ angetroffen habe, mit dem er ein Bett geteilt habe. Die Diffamierungsabsicht und die zugrundeliegende Rechtfertigungsstrategie dieser Verlautbarungen sind leicht ersichtlich. Privatim notierten sowohl Goebbels als auch Alfred Rosenberg, unter Bezugnahme auf Hitler und Amann, was sich bei Heines’ Verhaftung zugetragen habe. Rosenberg schrieb am 7. Juli 1934:

„Im Nebenzimmer war Heines in homosexueller Betätigung. ‚Das alles wollen Führer in Deutschland sein‘, sagte der Führer gequält. Heines führte eine Heulszene auf: ‚Mein Führer, ich habe dem Jungen nichts getan.‘ Und der Lustknabe küßt vor Angst und Wehe seinen Liebling auf die Backe. Amann erzählt: Nie habe der Führer sich an einem Menschen vergriffen, jetzt aber hätte er den Lustknaben gepackt und voller Ekel an die Wand geschmissen. Im Korridor kommt dem Führer eine hagere Gestalt entgegen mit rot geschminkten Wangen. ‚Wer sind Sie?‘ – ‚Der Zivildiener des Stabchefs‘. Da packt den Führer eine Wut ohne gleichen, auf solche Weise seine S.A. beschmutzt zu sehen, er befiehlt die Lustknaben samt u. sonders in den Keller zu packen u. zu erschießen.“

## Archivarische Überlieferung
Im Geheimen Staatsarchiv haben sich die Akten zum Prozess gegen Heines wegen Mordes in den 1920er Jahren erhalten (Rep. 84a, Nr. 55029 bis 55039; 55029–55031 [Prozessakten], 55032 [Plädoyer], 55033 [Urteil], 55034–55039 [Zeitungsausschnitte zum Prozess]). Ebenfalls dort verwahrt werden Akten zu Ermittlungsverfahren gegen Heines wegen Angriffs auf den Journalisten Klotz im Jahr 1932 (Rep. 84a, Nr. 53855), wegen homosexueller Vergehen (Rep. 84a, Nr. 53856) und wegen zweier anderer Delikte (Rep. 84a, Nr. 53853 bis 53854).
Das Bundesarchiv verwahrt eine Personalakte zu Heines als Polizeipräsident von Breslau im Bestand des ehemaligen Reichsinnenministeriums (R 1501/207173) sowie im Bestand des früheren Berlin Document Center eine Akte des Obersten Parteigerichts der NSDAP zu Heines Ausschluss aus der Partei 1927.
Im Bayerischen Hauptstaatsarchiv, Abteilung Kriegsarchiv, befinden sich die Militärpersonalakte Heines’ aus dem Ersten Weltkrieg (OP 16521) sowie eine Akte der Münchener Polizei zu Heines (II M Inn 71525). Und im Staatsarchiv München liegt eine Vormundschaftsakte zu Heines und seinen Geschwistern (Edmund Heines, AG München IA, VV 1904/592).

## Veröffentlichungen
Als Herausgeber
- Schlesisches SA-Liederbuch, Breslau 1932.
- Luftschutz. Die deutsche Schicksalsfrage, Stuttgart 1934.

Vorworte und Geleitworte
- Vorwort und Nachwort in: Vom Kampf und Sieg der schlesischen SA. Ein Ehrenbuch, herausgegeben von der SA-Gruppe Schlesien, Breslau 1933, S. 10 und S. 189.
- Vorwort für: Waldemar Glaser: Stahlkreuz an der Ruhr. Albert Leo Schlageters Leben und Sterben, Union, Stuttgart/Berlin/Leipzig 1934, S. 5. (in späteren Auflagen wurde das von Heines verfasste Vorwort getilgt)

Reden:
- „Heines’ letzte Rede: ‚Wir sind noch nicht zu Ende …‘“, in: Pariser Tageblatt, Jg. 2. 1934, Nr. 228 (28. Juli 1934), S. 2.